# Rommel Fernández
Rommel Fernández Gutiérrez (El Chorrillo, 15 gennaio 1966 – Albacete, 6 maggio 1993) è stato un calciatore panamense, di ruolo attaccante.